# Подвижен мост
Подвижните мостове са вид мостове, при които част от връхната конструкция може да се премества, позволявайки преминаването на относително високи транспортни средства, които не биха могли да преминат под моста в нормално положение.
Недостатък на подвижните мостове е необходимостта от прекъсване на движението по тях при отваряне, както и нуждата от специални механизми и технически средства за самото задвижване на конструкцията. В същото време използването им позволява преминаването на големи транспортни средства под моста при относително малка височина на конструкцията му.